# Saman Fallah
Saman Fallah (Sarí, 12 de mayo de 2001) es un futbolista iraní que juega en la demarcación de defensa para el Gol Gohar Sirjan FC de la Iran Pro League.

## Selección nacional
Tras jugar con las categorías inferiores de la selección, finalmente el 5 de enero de 2024 hizo su debut con la selección de Irán en un partido amistoso contra Burkina Faso que finalizó con un resultado de 2-1 a favor del combinado iraní tras los goles de Mehdi Taremi y Omid Ebrahimi para Irán, y de Mohamed Konaté para el combinado burkinés.

## Clubes
| Club                | País | Año       | Partidos | Goles |
| ------------------- | ---- | --------- | -------- | ----- |
| Paykan FC           | Irán | 2020-2023 | 62       | 3     |
| Gol Gohar Sirjan FC | Irán | 2023-     | 23       | 0     |